# Paul-Schneider-Straße (Jena)
Die Paul-Schneider-Straße, benannt nach dem Pfarrer und Widerstandskämpfer Paul Schneider, in Jena ist ein Straßenzug im Stadtteil Lobeda.
Die Bauten, die unter dem Architekten Klaus Model modernisiert wurden, wurden 2001 mit dem Deutschen Bauherrenpreis für Modernisierung ausgezeichnet. Bauherr war die Städtische Wohnungsbau- und Verwaltungsgesellschaft Jena mbH, Eigentümergemeinschaft Paul-Schneider-Straße 2/4/6, Jena. Es handelt sich dabei um ein 1973 entstandenes 11-geschossiges Hochhaus.